# Башни Петронас

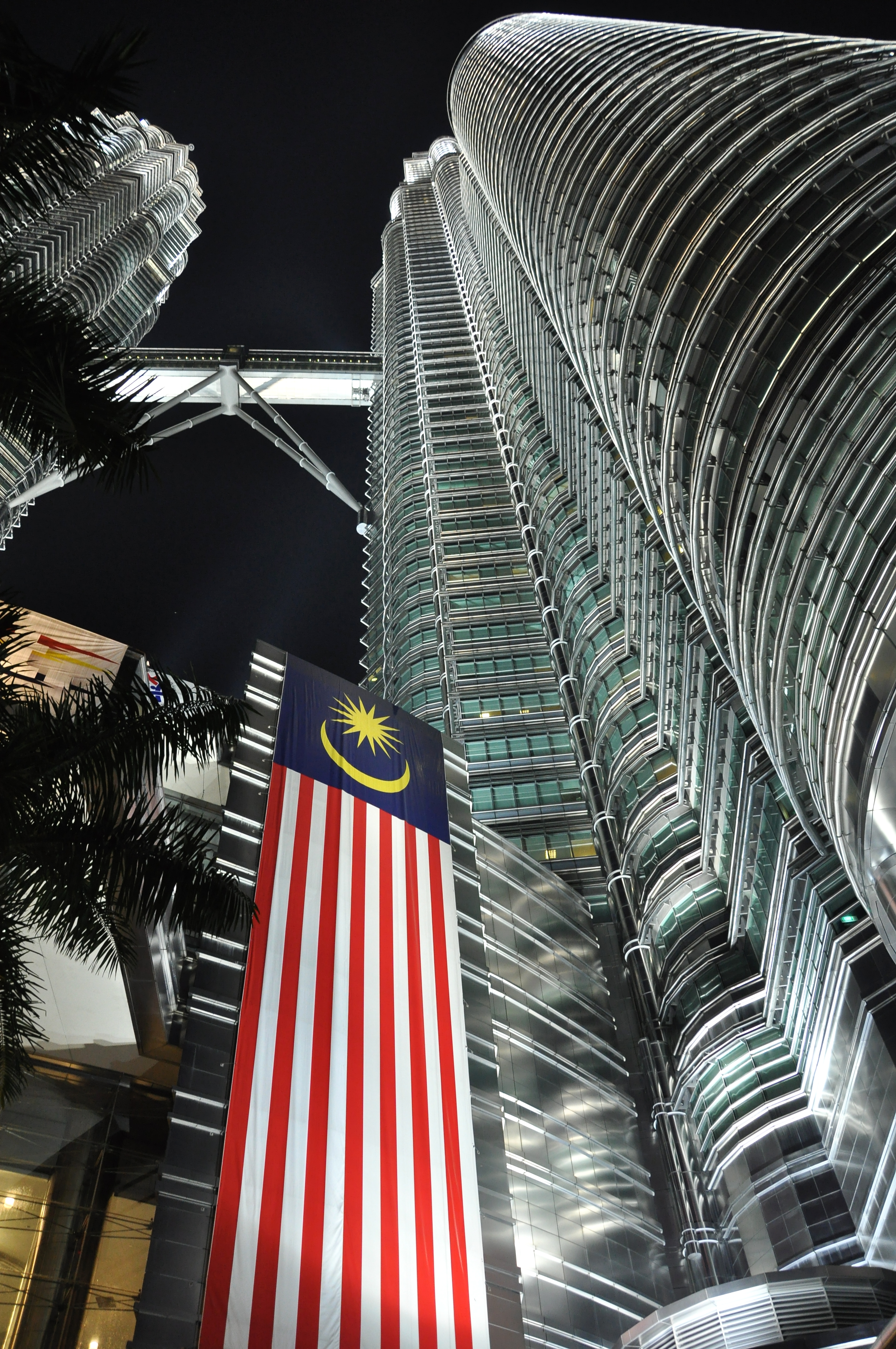
Вид снизу.

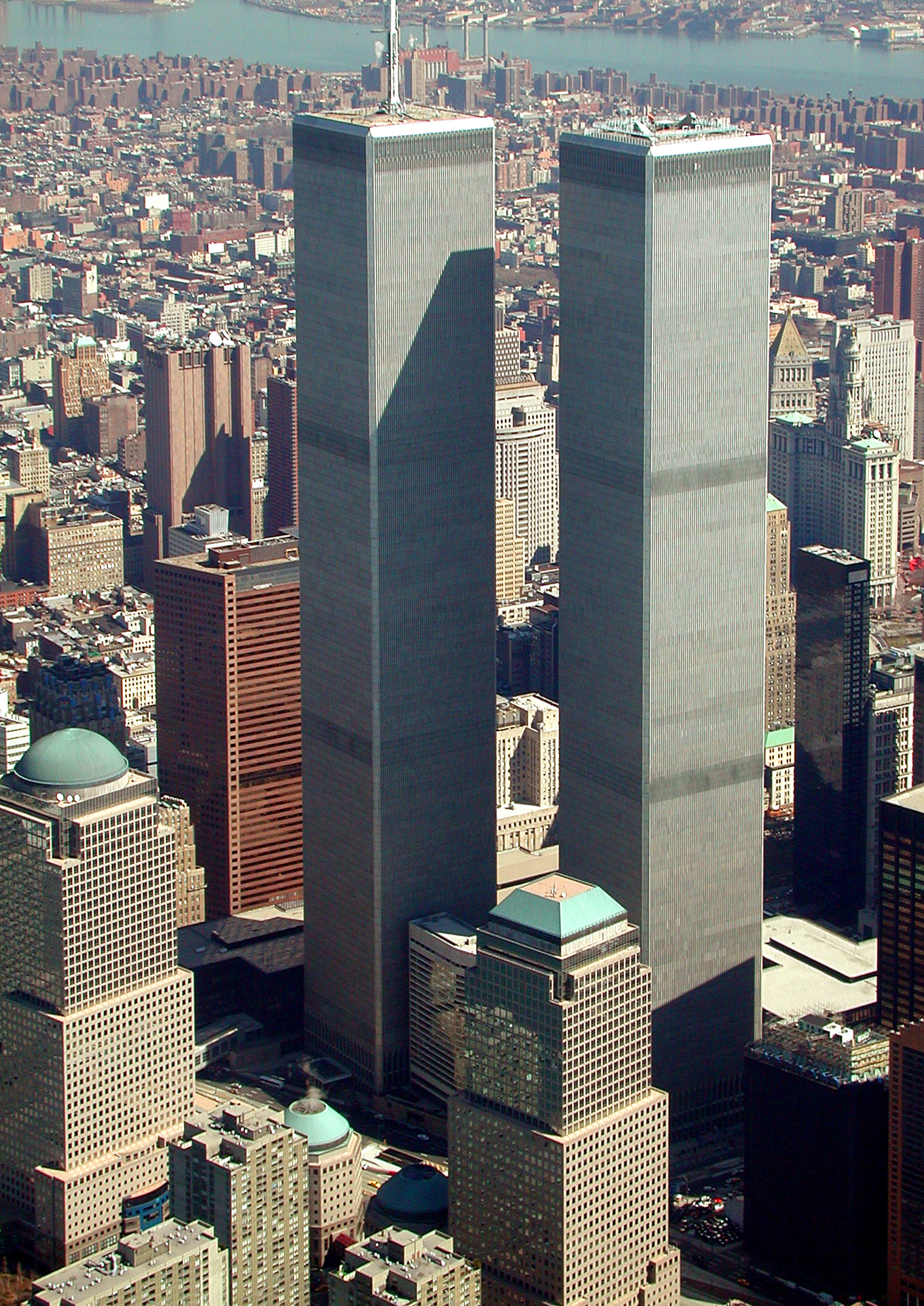
Другие башни-близнецы в Нью-Йорке, были уничтожены 11 сентября 2001 года.

Ба́шни Петрона́с (малайск. Menara Berkembar Petronas) — 88-этажный небоскрёб. Высота — 451,9 метра. Находится в столице Малайзии Куала-Лумпуре. Являлись самыми высокими зданиями Азии с 1998 по 2003 год. Являются самыми высокими башнями-близнецами в мире с 1998 года по настоящее время. В проектировании небоскрёба участвовал премьер-министр Малайзии Махатхир Мохамад, который предложил построить здания в «исламском» стиле. Поэтому в плане комплекс представляет собой две восьмиконечные звезды, а архитектор добавил полукруглые выступы для устойчивости.
Для строительства отводилось 6 лет (1992—1998 гг.). Башни были спроектированы аргентинским архитектором Сесаром Пелли и его архитектурным бюро Cesar Pelli & Associates. Башни возводились двумя разными консорциумами (одна башня — японскими компаниями во главе с Hazama Corporation, другая — южнокорейскими компаниями во главе с Samsung C&T Corporation) для создания конкуренции и повышения производительности. В ходе геологических изысканий выяснилось, что предполагаемая площадка для строительства находится одной частью на краю скальной породы, а другой — на мягком известняке. После постройки на данном месте таких тяжёлых башен одна из них неминуемо просела бы. В итоге здания полностью перенесли на мягкий грунт, сдвинув на 60 метров, и вбили сваи на глубину более чем 100 метров. На данный момент это самый большой бетонный фундамент в мире.
Отличается не только колоссальными размерами, но и сложностью конструкции. Площадь всех помещений здания — 213 750 м², что соответствует площади 48 футбольных полей. Сами башни занимают в городе 40 гектаров. В Башнях Петронас расположены офисы, выставочные и конференц-залы, художественная галерея.
Возведение «Башен Петронас» обошлось основному заказчику — государственной нефтяной корпорации «Петронас» — в 2 млрд ринггитов (800 млн долларов). Часть расходов взяли на себя другие малайзийские фирмы, распределившие между собой офисные помещения двух небоскрёбов. Интересно отметить, что башни соединены крытым переходом в виде моста, который обеспечивает противопожарную безопасность здания.
Для строительства башен должны были быть использованы только материалы, производимые в Малайзии, поэтому невозможно было обеспечить строителей необходимым количеством стали. Специально для башен-близнецов был разработан особо прочный и одновременно эластичный бетон, который можно было производить в Малайзии. Из него и были построены Башни Петронас. Небоскрёб получился вдвое тяжелее аналогичных стальных. В башнях работают 10 000 человек.

## Строительство
Основа конструкции — не лёгкая сталь, слишком дорогая для Малайзии, а специальный эластичный бетон, сравнимый по прочности со сталью. Бетон благодаря добавлению кварца должен был выдерживать давление ~137 МПа. Во время строительства пришлось разобрать один построенный этаж из-за некачественного бетона.
Башни принимают посетителей только в определённом количестве и в определённое время. Попасть в башни можно со вторника по воскресенье с 9 до 21 часа. Продажа билетов начинается с 8:30. В пятницу — сокращённый рабочий день в связи с пятничной молитвой. Мини-экскурсия, включающая краткий рассказ об устройстве башен, посещение смотровой площадки на 86 этаже и моста между башнями обойдётся в 80 ринггитов. Самостоятельное посещение смотровых площадок не предусмотрено.
В башнях нет центрального стержня и лишнего места. При установке лифтов в ограниченном пространстве использовали остроумный принцип: лифты сделали двухэтажными по два в каждой шахте: один останавливается только на чётных этажах, проезжая нечётные, другой, соответственно, только на нечётных.
Башни могут устоять даже при потере трёх из шестнадцати несущих колонн. Дополнительную безопасность придаёт воздушный мост, поставленный на гигантских шарнирных опорах, так как башни раскачиваются и мост нельзя жёстко закреплять.

## В культуре

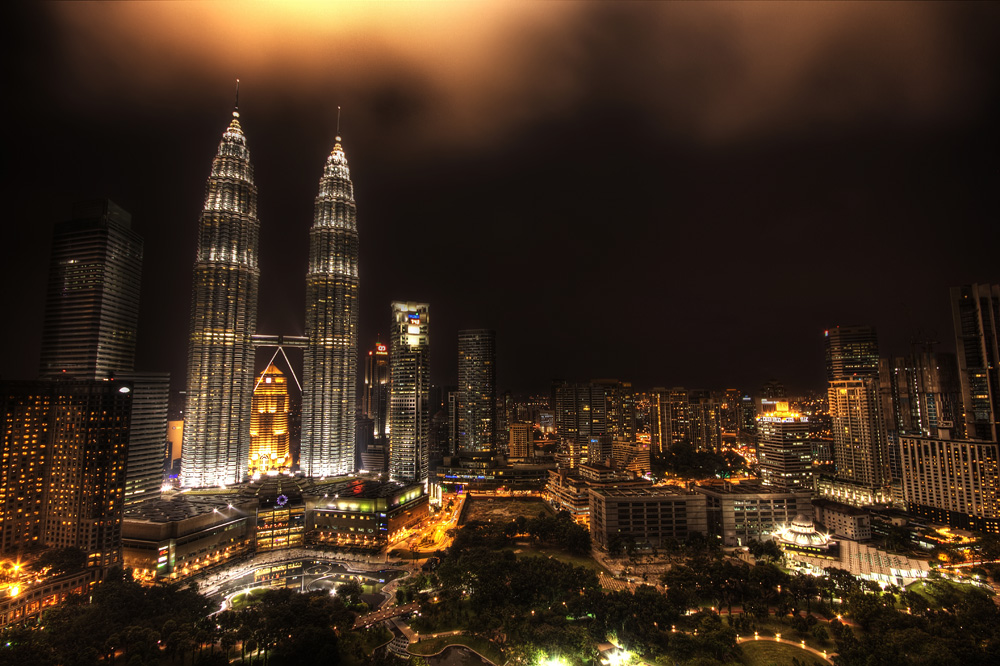
Башни Петронас в ночное время

- В фильме «Западня» с участием Шона Коннери и Кэтрин Зета-Джонс воры совершают компьютерную кражу восьми миллиардов долларов из крупнейшего банка в Петронасе (Малайзия) накануне Нового 2000 года, а затем пытаются скрыться, перебираясь с одной башни на другую по подвешенной на мосту праздничной иллюминации.
- В фильме «Код Апокалипсиса» чемпионка России по скайдайвингу (дублёрша актрисы Заворотнюк) совершает прыжок с моста башни между 41 и 42 этажами (высота: 170 метров). Сцена снималась с восьми камер, одна из которых была установлена на вертолёте. Не обошлось и без эксцессов. Во время исполнения этого предельно экстремального прыжка дублёрша Заворотнюк зацепилась парашютом за линию электропередач, в результате чего оставила одну из малайзийских улиц без света. Трюки, погони и перестрелки в небоскрёбах снимали пять дней.
- В документальном сериале «Жизнь после людей» башни упоминаются дважды: через 75 лет (галерея между небоскрёбами обваливается вниз) и через 500 лет (одна башня рушится и задевает другую, приводя весь комплекс к разрушению).
- В блокбастере Роланда Эммериха «День независимости: Возрождение» башни, поднятые в воздух гравитационным полем инопланетного корабля, падают на Тауэрский мост в Лондоне, причём каждая из башен-близнецов уничтожает соответственно каждую башню моста.
- В видеоигре Hitman: Silent Assassin наёмный убийца 47-й выполняет три задания в башнях Петронас по всей его высоте: на первом этаже и подвале, в офисах на уровне моста и в пентхаусе на крыше.